# Suhoj Su-17
Suhoj Su-17 (NATO naziv: Fitter) je sovjetski jurišni zrakoplov s promjenjivom geometrijom krila razvijen na temelju svog prethodnika, Suhoja Su-7. 

## Razvoj

### Zahtjevi
Jedan od najvećih nedostataka lovca Su-7 bila je duga staza polijetanja i slijetanja. Tako je dužina polijetanja za Su-7BM bila čak 1450 m. Kod inačice Su-7BKL pala je na 950 m, ali i to je bilo previše, jer su duge poletno-sletne staze bile odlični ciljevi. Zbog toga je jedna od glavnih zadaća projektnog ureda Suhoj bila da na osnovima Su-7 napravi avion koji će imati znatno kraće stazu polijetanja i slijetanja. Pored toga trebalo je povećati i pokretljivost u zračnoj borbi. Naravno, jedno od privremenih rješenja bila je uporaba raketa za polijetanje i kočećih padobrana za slijetanje.

### Prototipovi
Tijekom šezdesetih godina 20. stoljeća zapadni su projektanti razmatrali tri načina skraćenja dužine polijetanja i slijetanja. Jedan je bio uporaba posebnih malih motora koji bi svojim potiskom pomagali podizanju aviona tijekom polijetanja. Druga mogućnost je bila vektorizacija (usmjeravanje) potiska za razvoj aviona s kratkom stazom polijetanja ili čak okomitim polijetanjem i slijetanjem. Treća je mogućnost bila ugradnja krila s promjenjivom geometrijom. Ova je mogućnost, osim smanjenja minimalne brzine polijetanja i slijetanja, donosila i povećanje pokretljivosti u letu. Suhoj je razmatrao sve ove mogućnosti. Tako je na osnovi Su-15 razvijen demonstrator tehnologija sa STOL odlikama označen kao T-58VD (NATO oznake Flagon B). Opremili su ga s tri motora Kolosev RD36-35 smještena na sredini trupa i usmjerena skoro pa okomito prema dolje. Za razliku od "običnog" Su-15, T-58VD je dobio i krilo dvostruke delte. Prvi je put poletio 6. lipnja 1966., a testiranja su okončana nakon godinu dana. Zbog smanjenja unutarnjih spremnika za gorivo, povećanja mase i potrošnje T-58VD je proglašen neperspektivnim.

Znatno perspektivnijim pokazalo se rješenje promjenjive strijele krila. Kao osnova uzet je Su-7B, a demonstrator tehnologija dobio je internu oznaku S-22I, pri čemu je I označavalo izmenjajemaja, što znači promjenjiva. Rad na S-22I započeo je 1963. godine. Kako se ne bi poremetila osnovna konstrukcija aviona, noseći (fiksni) dio krila postavljen je tako da se ne promijeni položaj glavnih nogu stajnog trapa. Međutim, takvo je rješenje uvjetovalo da S-22I dobije krilo kojem se tek polovica mogla pokretati. Iako takvo rješenje, gledano s aerodinamičke učinkovitosti krila, nije bilo dobro, imalo je i pozitivnu stranu u minimalnom pomicanju težišta tijekom zakošavanja krila. Raspon kutova krila bio je od 63 do 30 stupnja. U odnosu na nepokretni dio pokretni dio krila bio je relativno mali te je davao i malo uzgona. Zbog toga su ga, nakon obimnih testiranja u zračnom tunelu, opremili trodjelnim predkrilcima, dok je izlazni rub krila dobio flapsove. Flapsove su postavili i na izlazni rub fiksnog dijela krila.

Do početka 1965. avion je prošao završni pregled tehničkih rješenja. Strukturalna testiranja obavljena su na posebno napravljenom modelu krila, s naglaskom na testiranje pouzdanosti hidrauličnog sustava za njihovo pokretanje. Nakon toga je započela prenamjena Su-7BM, serijskog broja 48-06, u prvi i jedini S-22I. Prenamjena je dovršena do ljeta 1966., te je šef tvorničkih probnih pilota Vladimir S. Iljušin obavio prvi let 2. kolovoza iste godine. Tako je S-22I postao prvi sovjetski avion s promjenjivom geometrijom krila. Iako je kao osnova poslužio Su-7BM, zbog novog krila S-22I je u osnovi bio znatno drukčiji avion u odnosu na Su-7. Usprkos tome sovjetski su stručnjaci odlučili da će njegovu uspješnost mjeriti u odnosu na Su-7. To se prije svega odnosilo na skraćenje dužine poletno-sletne staze. Zahvaljujući smanjenju brzine polijetanja i slijetanja za otprilike 50 do 60 km/h u odnosu na Su-7, bitno je i smanjenja dužine poletno-sletne staze. Tako je za polijetanje S-22I trebao 370, a za slijetanje 720 metara.

Nakon dodatnih modifikacija tijekom 1966. godine S-22I je prebačen u Naučno-istraživački institut NII-8 ruskog ratnog zrakoplovstva, gdje su ga preuzeli vojni probni piloti. Avion je prvi put prikazan javnosti 9. srpnja 1967. na moskovskom aerodromu Domodedovo tijekom zrakoplovne izložbe. Avionom je upravljao tvornički probni pilot Kukušev. Nakon toga NATO mu je dodijelio kodnu oznaku Fitter-B. Naknadno su se pojavili i lažna izvještća da je originalna oznaka aviona Su-7IG, iako avion nikad nije dobio službenu operativnu oznaku. Zapadni su "stručnjaci" procijenili da se radi tek o eksperimentalnom avionu čija rješenja nikad neće doći do razine uporabljivosti jer, kako su tvrdili, sovjetsko ratno zrakoplovstvo ne voli složena tehnička rješenja. Uz to su tvrdili da će se vrh sovjetskog ratnog zrakoplovstva puno radije odlučiti za potpuno novi avion nego za doradu već postojećeg.
Testiranja su okončana u travnju 1967., a službeno je izvješće ustvrdilo da S-22I, zahvaljujući uporabi krila promjenjive geometrije, ima znatno manju brzinu polijetanja i slijetanja, te stoga i smanjenu dužinu poletno-sletne staze, poboljšanu upravljivost pri malim brzinama, ali i smanjenu potrošnju goriva. Zapravo je dolet, u odnosu na Su-7BM, bio tek minimalno veći. Međutim, velik i težak sustav za promjenu geometrije krila djelomično se nalazio i u trupu, čime je smanjen kapacitet spremnika za gorivo. S obzirom na to dolet je bio značajno povećan. Na osnovi izvješća u studenom iste godine sovjetska je vlada odobrila razvoj novog lovca-bombardera Su-17.

### Početak razvoja
Novi je projekt dobio tvorničku oznaku S-32. Planovi i tehnička dokumentacija napravljeni su tijekom 1967. i 1968. Uz novo krilo promjenjive geometrije S-32 je, u odnosu na Su-7BKL, dobio novu avioniku, uključujući novi autopilot. Ugrađen je i novi navigacijski sustav, radarski visinomjer RV-5 te sustav za otkrivanje radarskog zračenja SPO-3 Sirena-10. Najveće poboljšanje bilo je ugradnja novog sustava za kontrolu leta SAU-22 koji je donio stanovitu automatizaciju polijetanja, slijetanja i krstarenja. Kasnije inačice su dobile SAU-22-1 sustav koji je bio direktno povezan s visinomjerom RV-5 te je omogućavao automatsko održavanje visine pri letu na 200 ili više metara.Naoružanje je dopunjeno vođenih projektilom zrak-zemlja Kh-23 (AS-7 Kerry). U naoružanje je uveden i novi podvjesnik SSPU-22-01 naoružan dvocijevnim topom GSh-2-23 kalibra 23 mm. Kako bi se povećala sigurnost u letu, svi su hidraulički sustavi udvostručen. Unutrašnji spremnici za gorivo imali su kapacitet od 3400 litara. Za Su-17 razvijeni su novi dopunski spremnici za gorivo kapaciteta 820 litara, iako je mogao nositi i stare zapremine 1150 litara razvijene za Su-7.
Izrada prototipova započela je već 1968. u Dalnevostočnij mašinostroitelnij zavod, a prvi S32-1 (predserijski Su-17 No 85-01) dovršen je početkom 1969. Prototip je u Moskvu prebačen u travnju, a prvi je let obavio 1. srpnja 1969. Već u lipnju iste godine započela su službena testiranja ratnog zrakoplovstva, koja su završena u svibnju 1971. Ona su okončana izvješćem koje je tvrdilo da Su-17 zadovoljava veliku većinu zahtjeva iz specifikacija te da je spreman za operativnu uporabu.

Zanimljivo je da je serijska proizvodnja Su-17 (Fitter-C) započela još 1969., što znači dvije godine prije nego što je proglašen pogodan za uporabu. Isto tako isporuka prvih primjeraka u postrojbe započela je u listopadu 1970. Do 1973., kad ga je u proizvodnji zamijenio Su-17M, proizvedeno je čak 224 primjerka, uključujući dva prototipa. Iako Su-17 prvobitno nije bio namijenjen izvozu, manji broj ih je, nakon što im je "oguljena" avionika, isporučeno Egiptu kao Su-17K.

## Inačice

### Su-17M (Fitter-C)
Rad na poboljšanoj inačici Su-17 započeo je 1969. godine, s namjerom da njezina proizvodnja započne već u travnju 1970. Zanimljivo je da je radna oznaka nove inačice bila Su-21. Ovaj put glavna zadaća projektanata bila je povećanje doleta. Iako je uobičajen način povećanja doleta povećanje količine goriva, u ovom slučaju projektanti su imali nešto drukčiji pristup - ugradnja naprednijeg motora. Su-17 je rabio motor Ljulka AL-7F-1, koji je imao veliku potrošnju goriva. Umjesto njega Su-21 je dobio motor AL-21F-3 koji je bio manji, lakši, te je uz zadržavanje istog potiska imao manju potrošnju goriva. Osnovni potisak bio je 76,5 kN, a s uključenim naknadnim izgaranjem 110 kN. Manji motor je omogućio preraspodjelu prostora u trupu i ugradnju većih spremnika za gorivo, zbog čega je količina goriva u trupu povećana na 4430 litara. Zapadni izvori navode da je AL-21 zapravo bio vjerna kopija američkog motora General Electric J79 koje su sovjetski stručnjaci dobili iz lovaca McDonnell F-4 Phanotom II oborenih iznad sjevernog Vijetnama. Kako je ugradnja novog motora zahtijevala relativno male izmjene u odnosu na originalni Su-17, ne čudi odluka da prvi avion poleti već početkom 1970. Međutim, AL-21F-3 je bio namijenjen ugradnji u Su-17M, Su-24 i MiG-23B. Zbog toga ih nikad nije bilo dovoljno.
Nešto veće izmjene obavljene su na avionici, kako bi se zadržao korak s novim izazivačem - MiG-om 23, tj. njegovom lovačko-bombarderskom inačicom MiG-23B. Kako je razvoj nove avionike kasnio, Su-21 je morao zadržati avioniku originalnog Su-17. U lipnju 1970. sovjetsko je ratno zrakoplovstvo službeno odobrilo razvoj nove inačice označene kao Su-17M (tvorničke oznake S-32M). I ovog je puta prvi prototip napravljen u Dalnevostočnijem mašinostroitelnijem zavodu. Dovršen je u rujnu 1971., a u studenom iste godine dospio je u Moskvu. Prvi let obavljen je 28. prosinca 1971. Usprkos minornim izmjenama, ako se ne računa novi motor, testiranja su se odužila kroz cijelu 1972. i dio 1973. Međutim, preliminarna izvješća s kraja 1972. preporučivala su uvođenje aviona u operativnu uporabu. Letna su testiranja pokazala poboljšanje svih letnih odlika, od maksimalne brzine, brzine penjanja, operativnog vrhunca do borbenog polumjera djelovanja.
Tijekom 1973. i 1974. izvršena su testiranja novih oružja. Za uništavanje ciljeva na zemlji testirani su vođeni projektili Kh-25 i Kh-29L (L je oznaka za lesersko navođenje). Testiran je i vođeni projektil Kh-28 namijenjen uništavanju radara. Kako sve ne bi ostalo samo na projektilima zrak-zemlja testiran je i vođeni projektil zrak-zrak K-60 (R-60). Sva su ova oružja uvedena u naoružanje Su-17M. Tijekom 1972. razvijena je i izvozna inačica Su-20 (tvorničke oznake S-32MK). Prvi je prototip dovršen na jesen 1972., te je prvi let obavljen 15. prosinca iste godine. Do tada je avion već prikazan potencijalnim kupcima: Egiptu, Siriji i Iraku, koji su ga ubrzo i naručili. Testiranja Su-20 odvijala su se istodobno s testiranjima Su-17M. Odobrenje za početak isporuke stranim kupcima dano je u ožujku 1973.
Proizvodnja Su-17M i Su-20 odvijala se u Dalnevostočnijem mašinostroitelnijem zavodu od 1972. do 1975., a isporuke Su-17M postrojbama započele su tijekom 1973. U operativnu je uporabu Su-17M službeno uveden 11. studenog 1974. Isporuka Su-20 sirijskom ratnom zrakoplovstvu započela je u proljeće 1973. Malo poslije prvi su Su-20 isporučeni i Egiptu. Već u listopadu iste godine Su-20 su, zajedno sa Su-7BMK, borbeno djelovali u Šestdnevnom ratu između Izraela i arapskih susjeda. Su-20 je isporučen i poljskom ratnom zrakoplovstvu.

### Su-17M2
Rad na inačici Su-17M2 započeo je zbog prije spomenutog kašnjenja u razvoju avionike koja se trebala ugraditi u Su-17M. Službeni rad na novoj inačici pokrenut je u veljači 1972. kako bi avion dobio nove sustave za navigaciju i napade na ciljeve na zemlji, uključujući ADO-17 i PBK-3-17 ciljnike, Fon laserski daljinomjer te radionavigacijski sustav koji se rabio i za slijetanje, RSBN-6S. Za testiranje nove opreme uporabljen je jedan stariji Su-17 (S-32F).

Tvornička oznaka Su-17M2 bila je S-32M2, a NATO Fitter-D. Do ljeta 1973. dovršena je izrada prvog prototipa. U odnosu na Su-17M jedina veća razlika bila je novi oblik nosa. Prototip je prvi put poletio 20. prosinca 1973. Nakon toga su krenula intenzivna testiranja kako bi se dovršila do studenog 1974. Ona su pokazala značajna poboljšanja preciznosti navigacije i mogućnosti uništavanja ciljeva na zemlji. Iako su zamijećeni i neki manji nedostaci, koje su proizvođači opreme obećali ispraviti u kratkom roku, preporučen je početak serijske proizvodnje i uvođenje u operativnu uporabu. I Su-17M2, kao i sve prethodne inačice, proizvodio se u Dalnevostočnijem mašinostroitelnijem zavodu, u razdoblju od 1974. do 1977. godine. Zapadni izvori navode da je za to vrijeme proizvedeno 268 primjeraka. Sve naoružanje koje je prije testirano na Su-17 sada je ušlo u borbeni komplet Su-17M2, između ostalog i vođeni projektili Kh-25, Kh-28, Kh-29L i R-60. Isporuka nove inačice borbenim postrojbama započela je u zimu 1975. Službeni ulazak u operativnu uporabu, s obzirom na to da se nije bitno razlikovao od Su-17M, bio je već 3. veljače 1976.
Tijekom 1974., na direktni zahtjev ministarstva zrakoplovne industrije, Suhoj je razvio inačicu Su-17M2D (S-32M2D) koja je dobila motor R29-300, inače namijenjen ugradnji u MiG-23. Kako je novi motor bio nešto širi od originalnog AL-21F-3, Su-17M2D je dobio nešto širi stražnji dio trupa. Prvi je prototip napravljen u vrlo kratkom vremenu do kraja 1974., a prvi je let obavio već 19. siječnja 1975. Letna su testiranja pokazala da novi motor nije donio nikakva poboljšanja. Dapače, zbog šireg trupa povećao se otpor zraka i samim time potrošnja goriva. Zbog toga nije predložen ulazak u operativnu uporabu. Umjesto toga Su-17M2D je predložen za izvoz, jer se pretpostavljalo da će biti zanimljiv državama koje su koristile MiG-23.
S vremenom je razvijena i izvidnička inačica Su-17M2R. Ona je u osnovi bila identična Su-17M2 osim što je imala mogućnost da na središnjem nosaču ispod trupa nosi izvidnički kontejner KKR-1, opremljen kamerama i Tangazh sustavom za elektroničko izviđanje. Izrađeno je više inačica KKR-a 1. Naknadno je razvijen KKR-2 koji je dobio i TV kameru s pripadajućim datalinkom za prijenos podataka u realnom vremenu.

Izvozna inačica Su-17M2 dobila je oznaku Su-22 (S-32M2K). Prvi predserijski avion dovršen je na jesen 1975., a letna su testiranja obavljen od veljače 1976. do svibnja 1977. Zbog relativno malo naručenih primjeraka serijska se proizvodnja odvijala samo tijekom 1977. i 1978. Izvezen je u Angolu, Irak, Jemen, Libiju i Peru. Izvozna je inačica dobila mogućnost uporabe vođenog projektila zrak-zrak R-13.

### Su-17UM
Razvoj na avionu za prelaznu i borbenu obuku baziranog na osnovi Su-17 započeo je još 1971. godine. Razvoj je bio usporen jer zapovjedništvo sovjetskog ratnog zrakoplovstva nije pokazivalo preveliko zanimanje za takvim avionom jer su kao osnovni avion za preobuku rabili Su-7U. Rad na razvoju dvosjeda Su-17 znatno je ubrzan tijekom 1973., nakon što je postalo očito da su razlike između Su-7B i Su-17 postale prevelike. Usprkos tomu službeno odobrenje za razvoj dano je tek u prosincu 1973. Novi je dvosjed za preobuku dobio tvorničku oznaku S-52U, a ratno ga je zrakoplovstvo vodilo kao projekt Su-19U. Naime, u to je vrijeme Suhoj razvijao novu inačicu borbenog aviona označenu kao Su-19 (S-52), te su oba aviona trebala dijeliti što veći broj komponenti. Projektanti su najviše posla imali oko promjene nosne sekcije aviona, kako bi dobili mjesto za još jednu kabinu. Što se tiče opreme i avionike Su-19U, bila je identična sa Su-17M2, osim što su piloti dobili nova katapultirajuća sjedala K-36. Nakon što je 1974. obustavljen rad na Su-19, oznaka Su-19U je promijenjena u Su-17U (UM). Izrada predserijskog aviona obavljena je u Dalnevostočnijem mašinostroitelnijem zavodu tijekom 1974. i 1975. godine. Prvi je put poletio 15. kolovoza 1975. Zanimljivo je da je, iako je Su-17U trebao biti tek avion za preobuku, sovjetsko ratno zrakoplovstvo zahtijevalo povećanje okomitog stabilizatora kako bi se poboljšala stabilnost tijekom leta na visokom napadnim kutovima.
Za izvoz je razvijena inačica Su-22U (S-52UK). Isto kao i Su-22 i Su-22U je dobio motor R-29BS-300 umjesto originalnog AL-21F-3 koji je ugrađivan u Su-17U. Prvi je službeni let Su-22U prvi put obavio 22. prosinca 1976. Naime, prvi je let ovaj avion obavio neposredno nakon što je dovršen u Dalnevostočnijem mašinostroitelnijem zavodu u studenom 1976., ali kako je to bio službeno neodobren let nije niti prijavljen. Proizvodnja dvosjeda Su-17UM započela je u ljeto 1976. Godinu dana poslije započela je i proizvodnja Su-22U, koji je isporučen u sve države koje su već imale Su-20 i Su-22 osim Egipta.

Tijekom 1977. Suhoj je pokrenuo razvoj Su-17UM3 (S-52UM3) kako bi ga prilagodio najnovijoj inačici Su-17M3. Prvi je let obavljen 21. rujna 1978. Razvijena je i izvozna inačica Su-22UM3 (S-52UM). Proizvodnja Su-17UM3 završen je 1990. godine.

### Su-17M3
Rad na inačici Su-17M3 (S-52) službeno je odobren 11. studenog 1974. Avion je trebao donijeti bolju preglednost iz pilotske kabine, te napredniju navigacijsku i borbenu opremu, uključujući integrirani Klyon-P laserski daljinomjer i osvjetljivač ciljeva. Uz to je trebao dobiti i novo oružje. Kao osnova uzet je Su-17UM, s tim da je prostor za drugog pilota uporabljen za smještaj dodatne opreme i spremnika za gorivo. Na krila su postavljeni dodatni lanseri za projektile zrak-zrak R-60. Kao i svi predhodnici prototip Su-17M3 dovršen je u Dalnevostočnijem mašinostroitelnijem zavodu. Međutim, prototip nije prevezen u Moskvu, već je prvi let obavljen u Komsomolsku na Amuru 30. lipnja 1976. Tek je nakon toga prototip poslan u Moskvu. Iako su letna testiranja trajala do prosinca 1978., već je u lipnju 1977. odobren početak serijske proizvodnje i uvođenje u operativnu uporabu. Službeno uvođenje u operativnu uporabu odobreno je 31. kolovoza 1981.

Izvozna inačica bila je Su-22M (S-52K), te je opremljena motorom R-29BS-300. Avionika je bila otprilike ista kao kod inačice Su-17M2. Prvi službeni let obavljen je 24. svibnja 1977., a letna su testiranja trajala sve do veljače 1979. Tijekom 1982. razvijena je naprednije inačica Su-22M3 (S-52MK).

Serijska proizvodnja Su-17M3/22M/22M3 trajala je do 1984. i sveukupno je napravljeno skoro 1000 primjeraka. Su-22M i Su-22M3 ispuručeni su u Afganistan, Irak, Jemen (Sjeverni i Južni), Libiju, Mađarsku, Peru, Siriju i Vijetnam.

### Su-17M4M
Rad na najnovijoj inačici Su-17 započeo je 1975. kao projekt Su-21. Od nove se inačice očekivalo da će donijeti značajna poboljšanja. Tako je ugrađen novi motor AL-31F, potpuno novi navigacijski i borbeni sustavi, preuzeti s MiG-a 23BK (MiG-27K), te potpuno nova paleta naoružanja. Međutim, kako je razvoj napredovao, popis poboljšanja se smanjivao. Službeno odobrenje za početak razvoja dano je u veljači 1977. kao Su-17M4 (S-54). Dovršena su tri prototipa. Prvi je dopremljen u Moskvu u listopadu 1979., a prvi je let obavio 19. lipnja 1980. Službeni dio testiranja dovršen je u studenom 1982., a serijska proizvodnja je pokrenuta krajem 1981. Za izvoz je razvijena inačica Su-22M4 (S-54K), čija je serijska proizvodnja započela 1983. Tako je serijska proizvodnja Su-17M4 i Su-22M4 trajala od 1981. do 1990.

Su-17M4 službeno je uveden u operativnu uporabu 30. rujna 1984. Su-22M4 ostvario je velik izvozni uspjeh te je izvezen u čak 11 država: Afganistan, Alžir, Angola, Bugarska, Čehoslovačka, Irak, Istočna Njemačka, Jemen (Sjeverni i Južni), Poljska, Sirija i Vijetnam.

## Borbena uporaba
Su-17, Su-17M3 i Su-17M4 intenzivno su rabljeni od 1979. do 1989. u borbama u Afganistanu. Borbena su iskustva pokazala da su se najbolji rezultati postizali kad su Su-17M3/M4 djelovali zajedno sa Su-25. Kako bi im se povećala otpornost, na lake PZO sustava s infracrvenim sustavom za samonavođenje dio Su-17M4 i Su-17UM3 dobili su dodatni oklop oko spremnika za gorivo i ASO-2B bacače mamaca. Zadnji Su-17M4 povučen je iz operativne uporabe tijekom 1998. godine.
Iako na službenim stranicama proizvođača stoji podatak da je još uvijek velik broj Su-22M4 u operativnoj uporabi, to baš i nije tako. Od bivših članica Varšavskog ugovora jedino poljsko ratno zrakoplovstvo još uvijek rabi 48 Su-22M4K i Su-22UM3K (od ukupno 137 isporučena), uz najavu da će biti povučeni iz operativne uporabe prije 2012. godine.

Trenutačno su Su-22M4 u operativnoj uporabi u: Armeniji, Afganistanu (upitna operativnost), Angoli, Azerbejdžanu, Libiji, Sjevernoj Koreji, Peru (upitna operativnost), Poljskoj, Siriji, Turkmenistanu (upitna operativnost), Uzbekistanu (upitna operativnost), Vijetnamu i Jemenu.

## Operativna povijest

### SSSR / Rusija
Su-17 je 1970. ušao u službu Sovjetskih zračnih snaga. Ratno zrakoplovstvo koristilo je ovaj lovac i tokom Sovjetsko-afganistanskog rata (1979. – 1989.). Veoma vrući i prašnjavi uvjeti u Afganistanu predstavljali su operativni izazov za Suhoj 17. Motor lovca AL-21F pokazao je otpornost na pijesak i gorivo kontaminirano s pijeskom ali su se zbog istog razloga javljale greške s avionikom. Zrakoplov se dokazao u borbama na području planina ali je uvijek morao biti izvan dometa afgaške PZO zbog loše oklopljenosti. Dodatni oklop je postavljen na prostoru oko motora i hidraulike dok je sustav dolijevanja goriva poboljšan nakon analiza oštećenja. Zbog toga je kao zračna potpora lovcu dodan Suhoj 25.
Prva serija lovaca Su-17 ubrzo je zamijenjena s učinkovitijim inačicama Su-17M3 i Su-17M4.
S razvojem rata, SAD je talibanske vojnike opremio s protuzračnim projektilima FIM-43 Redeye a kasnije s FIM-92 Stinger dok je iz Egipta prokrijumčarena Strela 2. Ti projektili predstavljali su novu prijetnju Su-17. Odlične taktike te obrambembeni sustav koji je automatski izbacivao toplinske mamce doveli su do velike učinkovitosti tako da je SSSR 1985. izgubio samo jedan Su-17.
Letjevši na visinama između 3.500 i 4.000 m, Suhoj 17 je vršio misije bombardiranja ciljeva na tlu nenavođenim bombama i raketama dok je Su-25 bio zadužen za precizno gađanje. Krajem rata iz borbe je djelomično povučen Su-17 i umjesto njega je uveden MiG-27.
Raspadom SSSR-a lovci su preneseni u novonastale države. Ruske zračne snage su zadnjem programu povlaćenja jednomotornih jurišnih zrakoplova 1998. povukle posljednji Su-17M4 zajedno s flotom aviona MiG-23 i MiG-27.

### Irak
Tokom Iransko-iračkog rata, Irak je u razdoblju od 22. rujna 1980. do 20. kolovoza 1988. koristio lovce Su-20 i Su-22 (izvozne verzije Su-17) zajedno sa starijim Su-7. Najviše su se primjenjivali u zadacima bliske zračne podrške i napadima na kopnene ciljeve.
Tokom Zaljevskog rata lovci su imali ograničenu aktivnu ulogu zbog iračke taktike o smanjenju uloge zračnih snaga. Pri samom završetku rata, F-15 lovci USAF-a oborili su dva Su-20/22 i jedan Su-7. Koalicijske snage uspjele su uništiti velik broj aviona koji su se nalazili na kopnu. Neki irački piloti su s lovcima (Su-20/22 i MiG-29) prebjegli u Iran gdje su kasnije služili u iranskim zračnim snagama.

### Jemen
Jemenske zračne snage su 11. kolovoza 2009. koristile Su-22 tokom operacije na sjeveru zemlje. 5. listopada 2009. srušio se jedan zrakoplov kada je letio u formaciji s drugim avionom prilikom povratka iz misije. Jemenski pobunjenici su tvrdili da su ga oborili dok je ratno zrakoplovstvo govorilo da je avion pao zbog tehničkih problema. Tri dana nakon toga srušen je treći u nizu Su-22 za kojeg su zračne snage opet tvrdile da je pao zbog kvara a pobunjenici da su ga oborili. Pilot se prilikom toga uspio katapultirati a spasila ga je vojska.

### Libija
Dva libijska Su-22 oborena su 19. kolovoza 1981. prilikom incidenta kod zaljeva Sidra. U dogfightu s mornaričkim lovcima F-14 Tomcat američke ratne mornarice, jedan Su-22 je s bliske udaljenosti od 300 metara uspio ispaliti projektil AA-2 Atoll prema F-14. Međutim, oba libijska aviona su oborena s projektilima AIM-9.
23. veljače 2011. srušio se jedan Su-22 libijskih zračnih snaga pokraj grada Bengazija. Zrakoplovom su upravljali piloti Attia Abdel Salem al Abdali i Ali Omar Gaddafi a zadaća im je bila bombardiranje grada što su oni odbili. Nakon toga obojica su se katapultirali a avion se srušio.
Su-22 koristio se u ožujku 2011. u napadu na grad Bin Jawad koji je bio pobunjeničko uporište nakon čega su Gaddafijeve snage preuzele grad. Suhoj 22 i dalje se koristi u napadima na pobunjenike.

### Peru
Peru je jedini američki korisnik ovih aviona uopće. 24. travnja 1992. peruanske zračne snage su napale USAF-ov transportni avion C-130 Hercules presrevši ga na moru, zapadno od prijestolnice Lime. U napadu je ozlijeđeno šestero ljudi od 14-člane posade. Član posade, Joseph C. Beard je isisan iz kabine na visini od 18.500 stopa dok je drugi član posade, Ronald Hetzel pretrpio nekoliko ozljeda.
1995. tokom pograničnog rata između Perua i Ekvadora izgubljena su dva Su-22 peruanskih zračnih snaga. Ekvadorski izvori tvrdili su da je avione 10. veljače 1995. oborio njihov lovac Mirage F1. Međutim ta informacija nije potvrđema kroz nekoliko dokumentarnih dokaza. S druge strane, prema izvještaju peruanskih zračnih snaga na temelju radio komunikacije i informacija s radara stoji izvještaj da je avione napala ekvadorska PZO prije nego što su se u borbu uključili Mirage F1. Avioni su pali na području peruanske prašume a oba pilota, Maldonado i Caballero su se katapultirali ali nisu preživjeli. Peru je sa Su-22 nastavio zračne napade do 14. veljače 1995.

### Poljska
Poljska je danas jedini europski korisnik Su-22 lovaca. 19. kolovoza 2003. došlo je do incidenta kada je tokom vojne vježbe oboren jedan Su-22M4K poljskih zračnih snaga. Avion je letio preko Baltičkog mora oko 21 km od poljske obale. Pilot se uspio katapultirati i spašen je nakon dva sata provedena u moru. Nažalost, poginuo je 23. siječnja 2008. kada se zbog serije grešaka srušio transportni avion CASA C-295M.

### Sirija
Sirijske zračne snage koristile su svoje Su-22 lovce prilikom napada na izraelske snage tokom Libanonskog rata 1982.

## Korisnici

### Postojeći korisnici
- Angola: Nacionalne zračne snage Angole koriste osam Su-22.
- Jemen: jemenskim zračnim snagama isporučeno je 50 Su-22.
- Libija: libijskom ratnom zrakoplovstvu je dostavljeno 90 Su-22 od čega je 40 modela Su-22M3 i Su-22UM3K bilo aktivno do početka libijske krize početkom 2011.
- Poljska: poljske zračne snage su danas jedini europski te glavni svjetski korisnik Su-22 lovaca. Zemlji je ukupno dostavljeno 137 aviona od čega je danas aktivno 48 modela Su-22M4K i Su-22UM3K. Poljska namjerava nadograditi svoju flotu Su-22.
- Sirija: sirijskim zračnim snagama isporučeno je 60 Su-22.
- Vijetnam: oko 145 Su-22M4 je dostavljeno vijetnamskim narodnim zračnim snagama.

### Bivši korisnici
- SSSR: Primarni korisnik. Su-17 su koristile sovjetske zračne snage i sovjetsko mornaričko zrakoplovstvo. Raspadom zemlje lovci su preneseni u novonastale države.
- Afganistan: afgaškim zračnim snagama je od 1982. dostavljeno više od 70 zrakoplova, uključujući 45 Su-22M4 isporučenih 1984.
- Alžir: alžirske zračne snage.
- Azerbajdžan: azerbajdžanske zračne snage.
- Bjelorusija: zemlja je preuzela Su-17 iz bivšeg SSSR-a ali niti jedan zrakoplov nije uveden u ratno zrakoplovstvo.
- Bugarska: bugarske zračne snage su koristile 18 Su-22M4 i 5 Su-22UM. Danas su svi zrakoplovi povučeni.
- Čehoslovačka: čehoslovačko ratno zrakoplovstvo je 1992. raspolagalo s 49 Su-22M4 i 8 Su-22UM3K. Svi lovci su preneseni u novonastale Češku i Slovačku 1993.
- Češka: zemlja je raspadom Čehoslovačke nasljedila 31 Su-22M4 i 5 Su-22UM3K a svi zrakoplovi su povučeni 2002. godine.[11]
- Egipat: egipatske zračne snage su koristile 48 Su-20/22 lovaca koji su kasnije zamijenjeni a njihovi operativni zadaci su dodijeljeni američkim F-4 Phantom II i F-16 Fighting Falcon lovcima.
- Irak: iračkim zračnim snagama su dostavljeni lovci Su-22 od čega su neki irački vojni piloti s njima 1991. prebjegli u Iran. Preostali Su-22 su uništeni tokom američke invazije na Irak 2003. godine.
- Iran: iranske zračne snage su koristile Su-20 i Su-22 tokom 1980-ih i 1990-ih (uključujući i iračke zrakoplove iz 1991.) a kasnije su svi zrakoplovi povučeni ili stavljeni u status rezerve.
- Istočna Njemačka: Luftstreitkräfte der NVA je koristio Su-22 koji je njemačkim ujedinjenjem 1989. preseljen u zajednički Luftwaffe.
- Kazahstan: kazahstanska vojska je naslijedila Su-17 nakon raspada Sovjetskog Saveza ali ih nije stavila u uporabu.
- Mađarska: mađarske zračne snage su koristile 12 Su-22M3 i 3 Su-22UM3 koji su im dostavljeni 1983. Kasnije su u nesreći izgubljena dva jednosjeda i jedan dvosjed dok su preostali zrakoplovi (zajedno uz MiG-23) povučeni iz uporabe 1997.
- Njemačka: ujedinjenjem Istočne i Zapadne Njemačke Su-22 je prešao u zajednički Luftwaffe. Zrakoplovi nisu ušli u uporabu te su korišteni samo za testiranje.
- Peru: zračne snage Perua su naručile 24 Su-22M, 24 Su-22M3 i 5 Su-22UM3. Većina zrakoplova je povučena dok ih je 11 stavljeno u status rezerve.
- Rusija: Su-17 je bio u uporabi ruskih zračnih snaga i mornaričkog zrakoplovstva ali su kasnije povučeni iz uporabe.
- Slovačka: zemlja je od Čehoslovačke 1993. naslijedila 18 Su-22M4 i 3 Su-22UM3K. Angoli je 1999. prodano 6 Su-22M4 a 2001. 4 Su-22M4 i 1 Su-22UB. Preostali zrakoplovi su povučeni te se nalaze u muzejima ili se koriste u školama letenja.[12]
- Turkmenistan: turkmenska vojska je preuzela nepoznat broj Su-17 ali oni nisu stavljeni u aktivnu službu.
- Ukrajina: raspadom SSSR-a ukrajinske zračne snage su naslijedile 40 Su-17. Gotovo svi zrakoplovi su povučeni iz uporabe ali nekoliko ih je zadržano.
- Uzbekistan: uzbečka vojska je preuzela nepoznat broj Su-17 ali oni nisu stavljeni u aktivnu službu te su pohranjeni u Chirchiqu.

## Tehničke karakteristike (Su-17M4)
Izvori podataka: Sukhoi
Osnovne karakteristike
- posada: 1
- dužina: 19,02 m
- raspon krila: 

  - raširena: 13,68 m
  - strijela: 10,02 m
- površina krila: 

  - raširena: 38,5 m2
  - strijela: 34,4 m2
- visina: 5,12 m

Letne karakteristike
- najveća brzina: 1.860 km/h
- dolet: 2.300 km
  - borbeni dolet: 1.150 km
- brzina penjanja: 230 m/s
- najveća visina leta: 14.200 km
- specifično opterećenje krila: 443 kg/m2
- motor: 1× Lyulka AL-21F-3

## Poveznice
|  | Zajednički poslužitelj ima stranicu o temi Sukhoi Su-17    |
|  | Zajednički poslužitelj ima još gradiva o temi Sukhoi Su-17 |